# Azazeta
Azazeta en basque (Azáceta en espagnol) est un village ou commune faisant partie de la municipalité d'Arraia-Maeztu dans la province d'Alava dans la Communauté autonome basque.

## Référence
1. ↑  Officiellement « Azazeta » Euskal Herriko leku 2012-07-25 (Site d'Euskaltzaindia ou Académie de la langue basque)